# Cascamorras

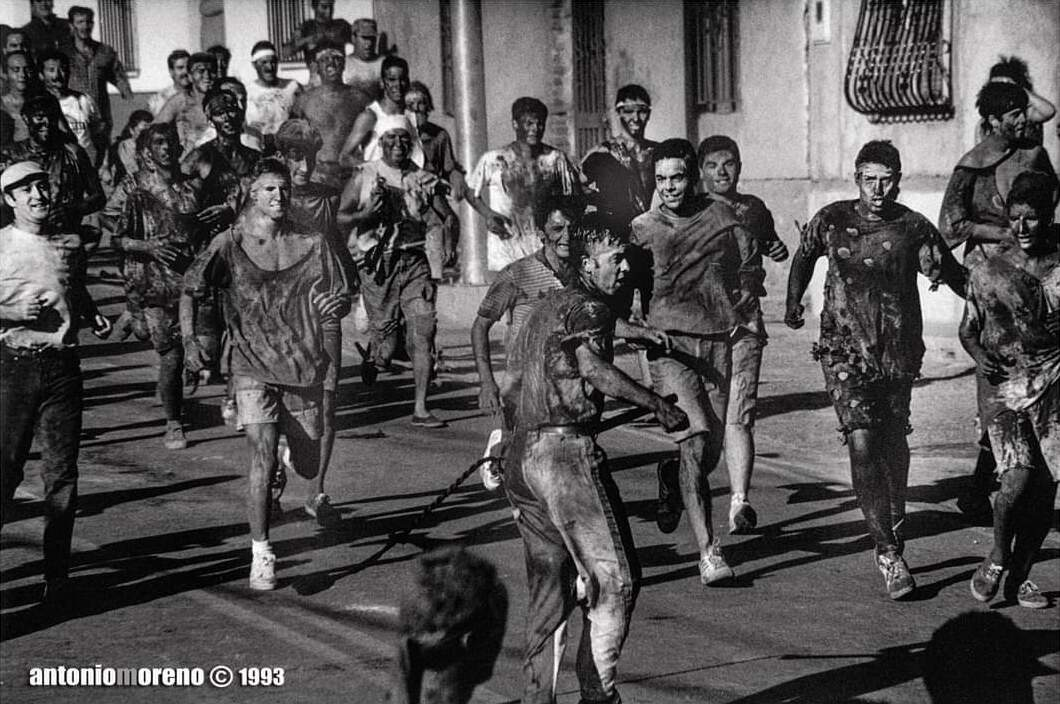
Carrera en la ciudad de Guadix.

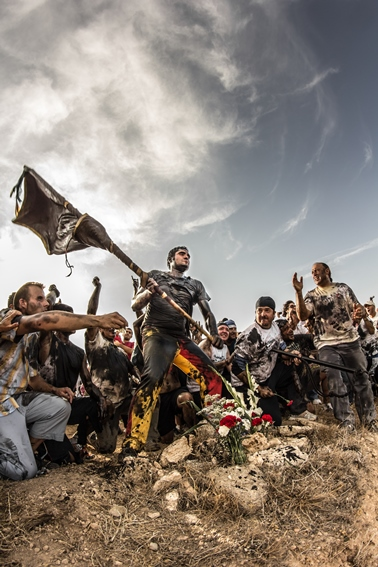
Cascamorras de 2012.

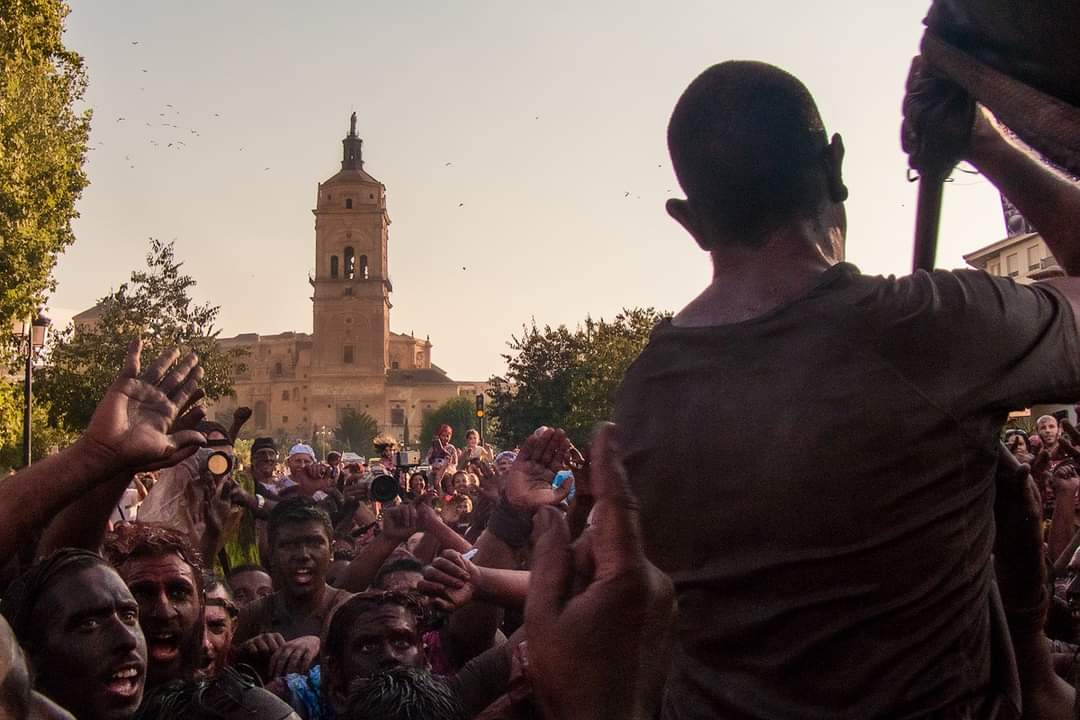
Parada de bandera.

El Cascamorras es una fiesta española de "Interés Turístico Internacional" que se celebra cada año en las ciudades de Baza y de Guadix, en el centro-norte de la provincia de Granada. Desde 2006 estaba declarada como "Fiesta de Interés Turístico Nacional". En el año 2013, la fiesta de Cascamorras fue declarada como Fiesta de Interés Turístico Internacional. Actualmente, tanto los Ayuntamientos de Baza y Guadix, en colaboración con las distintas asociaciones de las fiestas en los dos pueblos y su gente, se pretende que Cascamorras sea declarado Patrimonio Inmaterial de la Humanidad por la Unesco.

## Orígenes
Sobre el origen y la evolución de esta fiesta, no coinciden los autores que han investigado el tema.
La versión más comúnmente aceptada está basada en los siguientes hechos: con la llegada de los almohades en el año 1151, se destruyeron muchos templos, y entre ellos una ermita mozárabe edificada en el arrabal de la Churra en Baza.
Tres siglos más tarde, uno de los caballeros que acompañaban a Fernando el Católico, Don Luis de Acuña Herrera, decidió levantar en este lugar la Iglesia de la Merced. En el año 1490 se iniciaban las obras, cuando uno de los obreros, Juan Pedernal, de origen accitano, picando en la demolición de un yesón, oyó sorprendido que de aquella oquedad salía un dulce y lastimoso grito que parecía venir de las entrañas de la tierra, y que decía "¡TEN PIEDAD!". Había encontrado la talla de una virgen, la cual recibiría desde entonces el nombre de  Nuestra Señora de la Piedad, en alusión a la expresión.
El obrero de Guadix dio motivos de graves trastornos entre los obreros por disputarse la posesión del icono, llegando a implicar a las autoridades de las dos ciudades de modo que tuvo que tomar parte la justicia de aquellos tiempos, resolviendo dejar la propiedad y posesión de la imagen para Baza, y el derecho de celebrar anualmente las fiestas religiosas el día 8 de septiembre, festividad de la Virgen de la Piedad, al Cabildo de Guadix.
Para ello se crea una comisión encargada para esta tarea, siendo seguramente el antecedente de la actual Hermandad de la Piedad de Guadix. Al frente de esa expedición se encontraba Juan Pedernal, acompañado por un bufón amigo personal de éste; es posible que este personaje sea el actual cascamorras, ya que el traje actual tiene tintes de un arlequín. Este bufón amenazaba a los bastetanos con robarle su virgen, y de ahí trataban de impedirlo manchando con cualquier cosa.
La tradición consta , que los bastetanos decían a Juan Pedernal que si conseguía llegar limpio a la Iglesia, se llevaría la Piedad a Guadix, es por eso que todos los bastetanos se llenan de pintura. En Guadix, tras volver con las manos vacías lo volvieron a llenar de pintura como castigo.

## Desarrollo
Es presentado el cascamorras todos los años a mediados del mes de agosto en el teatro accitano Mira de Amescua.

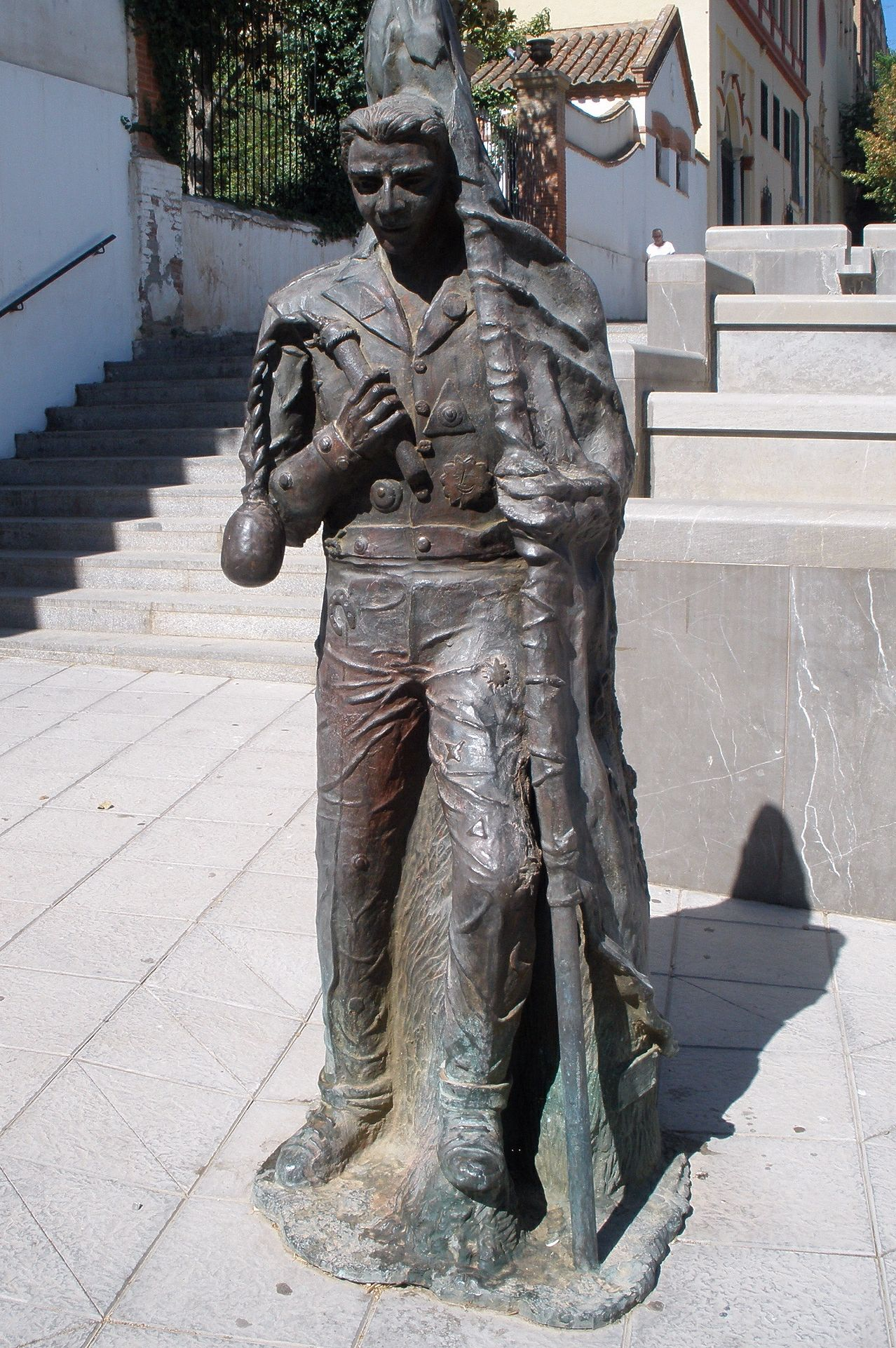
Escultura del Cascamorras en la Calle San Miguel, en Guadix

En la medianoche del 5 al 6 de septiembre el cascamorras es despedido desde Guadix con la misión de apoderarse la Virgen de la Piedad de Baza. Le acompañan el abanderado, el tamborilero y algunos miembros de la hermandad.
Ya el día 6, con el disparo del tercer cohete a las seis en punto de la tarde sale el cascamorras desde el paraje de las Arrodeas. Es recibido por miles de bastetanos que con pinturas negras lo manchan para evitar llevarse a la virgen. Él mismo ya sabe que ha fracasado nada más llegar.
Se detiene en la Plaza de las Eras, en donde es subido hasta la estatua del mismo personaje y desde allí ondea su bandera ante los miles de espectadores. Acto seguido es bajado y bañado en los próximos Caños Dorados.
Llega hasta la Plaza Mayor, donde es vitoreado y realiza varias juras de bandera, en donde los bastetanos agradecen el esfuerzo del accitano durante la carrera.
La última parada y con las energías bastante desgastadas, ya en la plaza de la Merced ante la vista de miles y miles de personas, se despide con un baile de bandera antes de entrar en el templo.
Al día siguiente se encargará de recorrer las calles de Baza, y por el recinto ferial echándose multitud de fotos con los allí presentes y además recibido entre vítores y aplausos, para pedir un donativo.
El día 8 por la mañana se celebra la misa en honor a Ntra. Sra. de la Piedad presidida por el obispo de la Diócesis de Guadix-Baza, en la que asiste el propio cascamorras, el ayuntamiento de Baza y miles de bastetanos que abarrotan el templo.
Por la tarde-noche se produce la procesión acudiendo la hermandad accitana, los ayuntamientos de Baza y Guadix, las diferentes hermandades de la comarca y personas que alumbran el paso de la virgen.
El día 9 regresa a Guadix. Al igual que en Baza será nuevamente manchado como castigo de no apoderarse de la imagen. Desde la estación del ferrocarril se dirige hasta la Iglesia de San Miguel. Pero antes se detendrá en el Palacio Episcopal y en el ayuntamiento para saludar a las autoridades religiosas y civiles.

## Atuendos

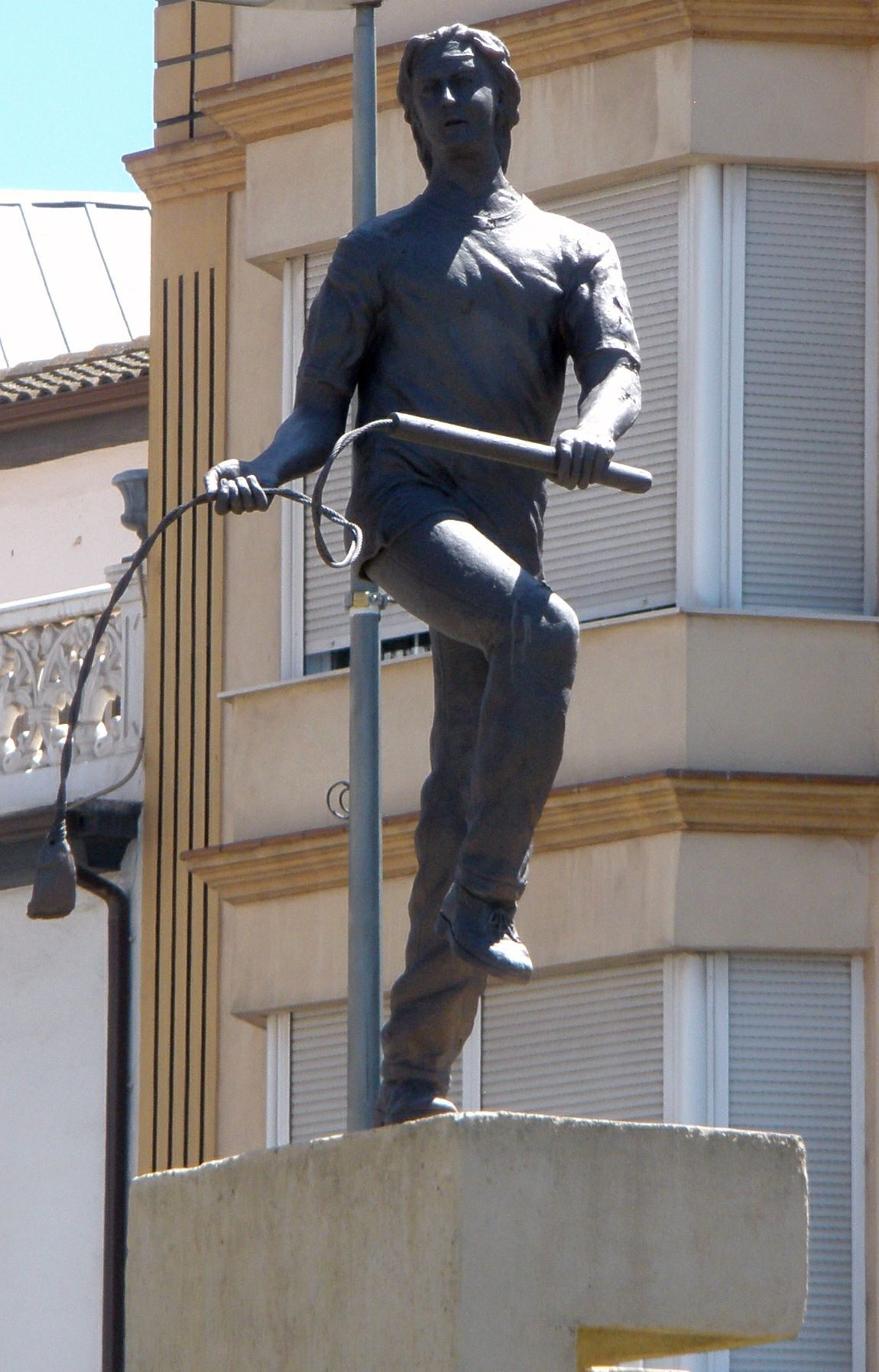
Estatua del Cascamorras en Baza

El "cascamorras" tiene aspecto de un bufón, un arlequín. Su traje está confeccionado en dos piezas, chaquetilla y pantalón, con tejido de fieltro de tres colores principales: rojo, amarillo y verde. En el dorso de la chaquetilla figura el dibujo de una jarra con girasoles, en cuyo centro se aprecia un perfil del "cascamorras" pintado, mientras que en el frontal del traje se muestran dibujos de soles, estrellas y lunas, superpuestos sobre la tela.
Porta una bandera formada por seis paños de distintos colores; tres en la parte anterior: verde, blanco y rosa; mientras que en la parte posterior destacan otros tantos: amarillo, rojo, y azul celeste. En el paño blanco lleva la Virgen de la Piedad. Estos paños están introducidos en un mástil de madera de donde prenden lazos que agrupaciones y hermandades ofrecen a la virgen.
La porra, única medida de defensa permitida para el "cascamorras", está constituida por un palo de madera, a cuyo extremo pende una cuerda que termina en un nudo forrado por una badana de cuero.

## Patrimonio Musical
El cascamorras tiene un himno en su honor titulado "Himno al Cascamorras". La música y la letra son obra del músico accitano Eduardo Ramírez Hernández, director de la Banda Municipal de Guadix.
Existen más composiciones dedicadas a este personaje, entre las que cabe destacar las que uno de los propios Cascamorras ha compuesto durante los últimos años. Alejandro José Baena Regalado, Cascamorras en 2008 y 2013, compuso en 2009 unas sevillanas dedicadas al Cascamorras y su fiesta, en 2013 escribió un Romance del Cascamorras para ser acompañado por guitarra barroca, en 2018 hizo una adaptación de un tema irlandés bajo el título La leyenda del Cascamorras y en ese mismo año compuso la Sonata "Cascamorras" para violín y piano. Por último, en 2019 terminó su última composición que además fue estrenada el sábado 8 de agosto de 2020, LA CARRERA DEL CASCAMORRAS, Pequeña Fantasía para Gaita Gallega y Banda de Música.
Además de haber dejado su legado como protagonista de uno de los mejores cortometrajes sobre esta fiesta, "FUERZA Y ESTÉTICA", el Cascamorras Alejandro Baena deja su legado artístico-musical en pro de esta Fiesta declarada de Interés Turístico Internacional.

## Historial de personas que han encarnado la figura de Cascamorras

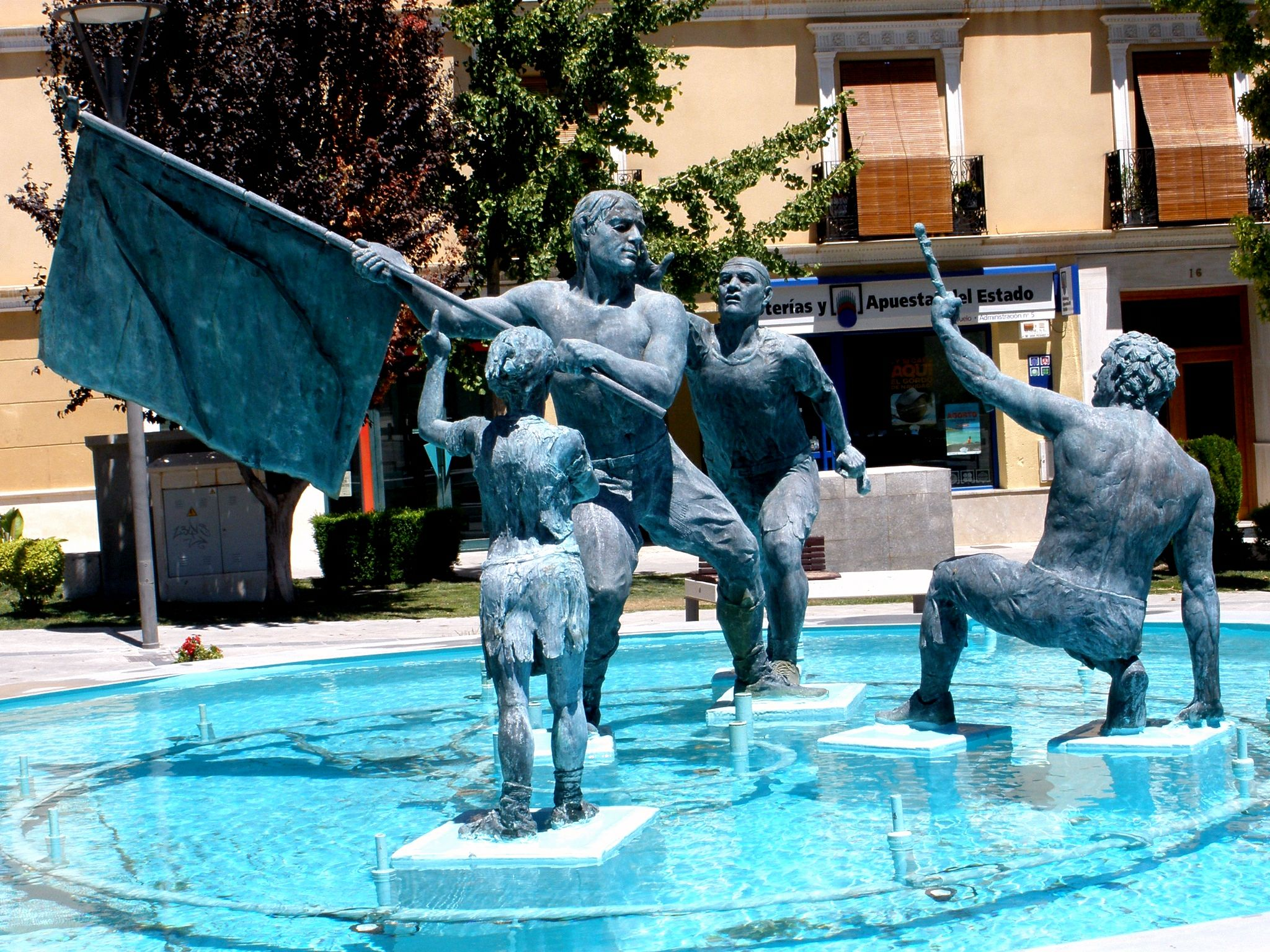
Fuente-Monumento al Cascamorras en Baza

Jesús Samaniego "Sama" fue nombrado Cascamorras de Honor.
- Antonio Vera (2002, 2004, 2005, 2014 y 2019)
- José Heras (2018 y 2024)
- David Marcos (2023)
- Emilio Delgado Ortega (2017)
- José Antonio Escudero (2010 , 2011) --> pero al no poder hacer la carrera por un problema de salud lo hace Antonio Vera en 2012, 2015 y 2020, pero por la pandemia y coronavirus se suspenden las tradicionales carreras de 2020 y 2021, hasta que se celebró en 2022.
- Rafael Vallecillos (2009)
- Alejandro Baena (2008 y 2013)
- Jesús Samaniego "Sama" (2007 y 2004 además lo fue desde 1992 a 1998)
- Juan Francisco Madrid (2003)
- José Manuel García (2001 y 2016)
- Jesús Soria (2000)
- Heriberto Amézcua (1999)
- Jose Villalba (1991-1980)
- "El Revólver" (1979)
- Juan Marruecos "Tomaico" (1975-1946)

Si lograba llegar a la iglesia de la Merced sin ser manchado, podría recuperar a la virgen para Guadix. Así, los accitanos venían todos los años en romería a celebrar las fiestas religiosas que por derecho les correspondía.